# 5858 Боровицька
5858 Боровицька (5858 Borovitskia) — астероїд головного поясу, відкритий 28 вересня 1978 року.
Тіссеранів параметр щодо Юпітера — 3,573.